# Osornophryne puruanta
Osornophryne puruanta é uma espécie de anfíbio anuro da família Bufonidae. Está presente no Equador. A UICN classificou-a como em perigo de extinção.